# خوليان غيل
خوليان إلياس خيل بلتران (من مواليد 13 يونيو 1970) هو ممثل وعارض بورتوريكي أرجنتيني المولد. وهو يقيم في ميامي، فلوريدا.
خوليان خيل ولد في الأرجنتين هو أصله من بورتوريكو وعاش لفترة في فنزويلا ولديه اثنين من الأخوات. في بداية التسعينات، دخل في عرض الأزياء. عمل في عروض الازياء بجميع أنحاء أمريكا اللاتينية وظهر في المجلات الكبرى. هذا وقدم له الفرصة لتوسيع مسيرته في التمثيل. وبدأت التمثيل في المسرح والسينما، والتلفزيون في بورتوريكو.
مثل خوليان خيل في مسلسلات والمسرحيات وأفلام، ومن مسلسلاته التي تم عرضها على شاشات العربية مسلسل سحر الحب التي تم عرض المسلسل على قناة أبوظبي عام 2011,قلوب لاتعرف الحب في عام 2014.

## وصلات خارجية
- خوليان غيل على موقع IMDb (الإنجليزية)
- خوليان غيل على موقع ألو سيني (الفرنسية)
- خوليان غيل على موقع أول موفي (الإنجليزية)
- خوليان غيل على موقع قاعدة بيانات الفيلم (الإنجليزية)
- خوليان غيل على موقع كينوبويسك (الروسية)
- خوليان غيل على موقع كينوبويسك (الروسية)

1. ↑   https://pantheon.world/profile/person/Julián_Gil. {{استشهاد ويب}}: |url= بحاجة لعنوان (مساعدة) والوسيط |title= غير موجود أو فارغ (من ويكي بيانات) (مساعدة)
2. ↑  "معلومات عن خوليان غيل على موقع imdb.com". imdb.com. مؤرشف من الأصل في 2019-09-07.
3. ↑  "معلومات عن خوليان غيل على موقع allmovie.com". allmovie.com. مؤرشف من الأصل في 2019-12-13.
4. ↑  "معلومات عن خوليان غيل على موقع kinopoisk.ru". kinopoisk.ru. مؤرشف من الأصل في 2019-12-18.